# Tsimshian du Sud
Le tsimshian du Sud est une langue tsimshianique parlée au Canada, à Klemtu sur l'île de Swindell (en).
La langue, qui n'avait plus qu'un seul locuteur jusqu'aux années 2010, est quasiment éteinte.